# Sučelje mozak-računalo
Sučelje mozak-računalo, (engl. brain-computer interface, BCI/BMI), je direktna komunikacijska veza između čovjekovog ili životinjskog mozga i vanjskog uređaja. U BCI nije još razvijena dvosmjerna komunikacija: ili računalo prima informacije iz subjektovog mozga ili šalje informacije u mozak.

## Uvod
Osnovna shema BCI-a sa slike 1 pokazuje kako sustav radi. Misli prepoznaje pretvornik i pretvara ih u jednostavne naredbe. Upravljačko sučelje je međuveza između jednostavnih i složenih naredbi. Mozak, indirektno, složenim naredbama upravlja aplikacijom. Subjekt (osoba čiji mozak je na jednoj strani sučelja) pomoću povratne veze (vidne,slušne...itd) "gradi" kontrolu nad aplikacijom. Pretvornik se sastoji od standardnog lanca za obradu signala. Signale treba obraditi, ukloniti artefakte, smetnje i pojačati. Nadalje raznim matematičkim aparatima iz moždane aktivnosti potrebno je prepoznati određene korisne signale i klasificirati ih u upravljačke signale.
BCI se trenutačno razvija za medicinske potrebe (pomoć kod fizički onesposobljenih osoba), ali također može naći primjenu kod virtualnih okruženja.

## Mozak i moždana aktivnost
Mozak je centralni dio informacijskog sustava u biološkom organizmu (čovjeku). Osnovna građevna jedinica mozga je neuron. Neuron se sastoji od jezgre (some), dendrida i aksona. Preko ogranaka aksona neuron prima informaciju u obliku akcijskog potencijala i dendridima je prosljeđuje dalje na sljedeće stanice. Veza između dva neurona je sinapsa. Ljudski mozak se sastoji od oko {\displaystyle 10^{12}} (bilijun) neurona i svaki od njih ima oko 7000 sinapsi koje ga povezuju s drugim neuronima. Broj sinapsi u ljudskom organizmu procjenjuje se na oko {\displaystyle 10^{15}}. Električna aktivnost u neuronu može biti uzrokovana tlakom, rastezanjem, kemijskom reakcijom ili prolaskom električne struje.ili računalo prima informacije iz subjektovog mozga ili šalje informacije u mozak.
U tom moru signala, uzorci istih na prvi pogled izgledaju stohastički, ali postoje pravilnosti u moždanim aktivnostima. Mjereći mozak s neinvazivnom metodom electroencephalogramom (EEG) moguće je razlučiti nekoliko vrsta "moždanih valova":
1. Delta – frekvencija  signala je 0.5 - 3 Hz  i može se snimiti kod djece, u dubokom snu ili pri nekim neurološkim poremećajima (epilepsija).
2. Theta – frekvencije od 3 do 8 Hz.  Povezuje se s mamurnošću, djetinstvom, adolescencijom... Primjećuje se kod transa, hipnoze i lakog sna.
3. Alpha – frekvencije od 8 do 12 Hz. Karakteristika je opuštenog i u pripravnosti stanja svjesti. Najbolje se primjećuje kada subjekt ima zatvorene oči. Varijanta alpha vala je mu-ritam. Primjećuje se u motoričnom korteksu (motor cortex) lociranom oko centralne regije mozga i pojačava se s pokretima ili namjerama pokreta tijela.
4. Beta – frekvencije iznad 12 Hz. Niska vršna vrijednost s varijabilnom frekvencijom je povezana s aktivnim razmišljanjem.
5. Gamma – frekvencije od 26 – 100 Hz. Pretpostavlja se da je posljedica više mentalne aktivnosti (strah, percepcija, svijest)
6. Osjetilno motorički (ritam sensorimotor rhythm (SMR)) – frekvencije od 12 do 16 Hz, povezuje se s fizičkom smirenošću i tjelesnom prisutnošću.

Bez obzira kakvu tehnologiju koristili za sučelje između računala i mozga, za rad istoga potrebno je razlučiti korisne signale iz stohastičke moždane aktivnosti. Moždana aktivnost se može stvoriti na 3 načina: endogen (unutarnje modulirane aktivnosti), egzogena (prouzročena vanjskom pobudom – evocirani potencijal) i moduliranim odzivom (biološka povratna veza). Kod endogenog načina koristi se nekoliko mentalnih radnji za kreiranje BCI-a: zamišljanje pokreta, misaono računanje i asocijacija. Kada se razvija sučelje ovim načinom pazi se da se radnje u mozgu prostorno ne preklapaju. Uzima se od 2 do 6 radnji. Kod egzogenih radnji koristi se evocirani potencijal. Evocirani potencijal javlja se u određenim regijama mozga kao odziv na vanjski podražaj.
- VEP(eng. Visual Evoked Potential) – električni odziv vidne regije mozga na vidnu pobudu.

- SCP(eng. Slow Cortex Potential) – pomak potencijala u bioelektričnom moždanom signalu. Negativan SCP se povezuje s pokretima i nekim drugim moždanim aktivnostima, dok pozitivan SCP prikazuje smanjenu moždanu aktivnost. Negativni pomaci su uglavnom povezani s električnim odzivima vidne moždane regije na vidnu pobudu.

- SSEP(eng. Steady State Evoked Potential) - registriraju funkciju putova koji prenose osjet s periferije u somatosenzorni korteks. Električnim podražajem stimulira se periferni osjetni ili mješoviti živac, a evocirani potencijal se prenosi na kontralateralni senzorni korteks.

- ERD/ERS (eng. Event-related (de)synchronization) – promjena amplitude specifične regije mozga povezana s promjenom aktivnosti nekakvog zadatka ili događaja. ERD/ERS je povezana sa senzorskom obradom i motorikom. Primjer ERD je P300. P300 je pozitivno odstupanje EEG signala kod periode 300 ms. Dominira kod partijalne regije mozga. P300 prati senzorske stimulacije subjekta kod određenih zadataka. Što je teži zadatak to treba više vremena za pojavu P300.

## Senzori biosignala
Teoretski, svaki uređaj koji je sposoban snimati moždanu aktivnosti je osnova za stvaranje sučelja između mozga i računala. Najčešće se koriste uređaji za snimanje električne aktivnosti, ali nisu isključivi MEG (magnetoencephalogram), NIRS (infracrvena spektroskopija)  i fMRI (magnetska rezonancija). Svaki uređaj ima svoje mane i prednosti, tako na primjer MEG i fMRI uređaji su veliki i skupi, NIRS odziv je relativno spor, a EEG ima slabu razlučivost.
Kod biološke aktivnosti općenito, a tako i moždane, postoje dva načina povezivanja uređaja i organizma:

### Invazivna metoda
Ako želimo snimati električnu aktivnosti jednog ili grupe neurona koristimo ovakvu vezu. Osnova svojstva invazivne metode su visok SNR i zanemarivi artefakti. Artefakti su smetnje nastale pomicanjem elektroda na koži tijela, elektromagnetske smetnje okoline...itd. Jedini problem ovakve metode je sama invazivnost – rizik otvorena operacija. Razlikujemo 2 vrste elektroda za invazivnu vezu: ECoG (Electrocorticography) elektrode – smještene između lubanje i korteksa te intra-kortikularne elektrode – direktno povezane s neuronima.
Obilježja koja međusobno dijele pojedina invazivna sučelja su broj moždanih usadnika (eng. implant), lokacija usadnika (frontalni, parientalni...), tip snimljenih neuronskih signala (lokalni potencijal, pojedinačni signal ili grupni signal) i veličina snimljenog uzorka (broj neurona).
Postoji velika razlika u pobudnoj aktivnosti između pojedinih neurona, a i signal se može širiti različitim neuronskim putevima. Gledajući određenu grupu neurona koja obavlja određenu zadaću (pokret dijela tijela, dekodiranje slike, zvuka...) u prosjeku se može razlučiti uzorak prolaska potencijala. Dva glavna uvjeta za BCI ,dobiveno invazivnom metodom, su mogućnost razlučivanja kontrolnih signala (pokret, vid, sluh...) iz određene grupe neurona i mogućnost stvaranja izvršnih signala iz kontrolnih.

### Neinvazivna metoda
Neinvazivno sučelje koristi uglavnom EEG. Glavna prednost ovakve veze je nepostojanje rizika otvorene operacije na mozgu, ali nedostatak je spori prijenos informacija (5-25 bits/s). Ovakav prijenos nije dovoljan za kontrolu pokreta proteze ruke ili noge koja ima više stupnjeva slobode, ali može se koristiti kod nekih praktičnih rješenja kao što su: kontrola kursora miša, komunikacija,  računalne operacije ili kontrola invalidskih kolica. 
Općenito, sučelje EEG tipa pokušava razlučiti odluku subjekta kroz mjerenje kombinirane električne aktivnosti enormnog broja neurona. Aktivnost pojedinih moždanih regija smanjuje rezoluciju korisnog signala. Nadalje, signal iz mozga do elektroda prolazi kroz tkivo, kosti i kožu što mu još više smanjuje rezoluciju. EEG je osjetljiv na EMG (elektromiografiju), EOG (elektooculografiju) i mehaničke artifakte. Bez obzira na navedene mane EEG može detektirati promjene moždane aktivnosti povezane s vizualnom stimulacijom, kutom gledanja, namjerom ili kognitivnim stanjima. Zato postoje nekoliko vrsta sustava baziranih na EEG-u. Razlikujemo ih mjerenjem različitih moždanih regija. 
Jedna vrsta koristi VEP. Ovakvo sučelje detektira VEP uzrokovan gledanjem određenog objekta na monitoru računala. Sučelje bazirano na P300 potencijalu razlučuje odziv partijalne regije na poželjne i nepoželjne pobude. Neka sučelja mogu kontinuirano pomicati pokazivač miša po ekranu. Za ovakvo sučelje snima se spori moždani potencijal nekoliko moždanih regija i brzi mu (8-12 Hz) i beta (18-26 Hz) valovi senzorimotorske regije.

## Obrada signala
Snimljen signal se sastoji od "korisne" moždane aktivnosti (aktivnost mentalnog zadatka, npr. namjera pomicanja dijela tijela),  pozadinske moždane aktivnosti,  psihološke smetnje (pokreti očiju, čeljusti, treptanje, u principu sva tjelesna živčana aktivnost u blizini mozga) i elektromagnetske smetnje okoline (gradska mreža itd.).
U fazi pretprocesiranja potrebno je izbjeći, odbaciti, označiti i po mogućnosti filtrirati smetnje. Prvi korak je izbjegavanje smetnji i to pomoću određene procedure u eksperimentu, ako je moguće. Ovaj korak nije pretprocesiranje nego više kao prevencija. Na primjer ako želimo smanjiti ili izbjeći psihološke smetnje moguće je privezati subjekta, usmjeriti ga da gleda jednu točku u prostoru ili dati mu određene lijekove za smirenje. Drugi korak je izbaciti smetnje koje po hipotezi eksperimenta ne ulaze u signal. To se može primijeniti samo u vrlo dobro kontroliranim uvjetima (laboratorijski). Trećim korakom možemo označiti periode smetnje u signalu i na temelju ponašanja smetnji pokušati koristiti proceduru eksperimenta izvan nje. Četvrti korak je filtranje. Najlakše je filtrirati smetnje okoline (gradska mreža - notch filtar). Psihološke smetnje je vrlo teško filtrirati jer se neki artefakti (npr. signal mišića) jako širokog spektra. 
Kada je signal prošao kroz filtarsku obradu i dalje u njemu ostaje pozadinska moždana aktivnost. Sljedeći korak je "vađenje"  korisnog signala iz pozadinske aktivnosti (feature extraction). Korisni signal se može ekstrahirati u vremenu, frekvenciji i prostoru:
1. Vremensko – frekvencijski prikaz, TFR (eng. Time Frequency Representation)
2. Mjera aktivnosti stanica (neurona)
3. Gustoća spektra snage (eng. Power Spectral Density)
4. Uspoređivanje uzoraka (eng. Pattern Matching)
5. Čisti signal (eng. Raw Signal)
6. Parametri modela (eng. Model Parameters)

1 i 2 metode imaju mogućnost ekstrahiranja signala u vremenu, prostoru i frekvenciji. U praksi se najčešće koristi metoda 3, 6 ili kombinacija svih.
Za klasifikaciju potreban je velik broj mjerenih uzoraka zbog visoke razine smetnje. Ne postoji optimalna metoda, neke vrste klasifikacije su dobre za određene eksperimentalne sesije, dok te iste su vrlo loše za neke druge sesije. Metode se mogu podijeliti na linerane i nelinearne. Linearne metode koje se koriste su vrlo jednostavne, kao npr. thrasholding. Ova metoda koristi se kod digitalne obrade slike, gdje sliku pretvaramo u dvobitnu signal. Znači odredi se granica koja dijeli pixele na npr. crne i bijele. Kod nelinearnih metoda najčešće su neuronske mreže.
Vrlo obećavajuće metode klasifikacije su LDA (eng. Linear Discriminant Analaysis ) i SVM (Support Vector Machine).
Iz sklopa za klasificiranje može izlaziti kontinuirani ili diskretni signali. Diskretni izlaz uglavnom dobivamo kod endogenih ili egzogenih paradigmi, a kontinuirani izlaz kod paradigmi moduliranog odziva. Ovakva stanja su namjerno izazvana - IC (eng. intentional control). Sustav također daje izlaze kada subjekt ne izvršava nikakav mentalni zadatak, to su nekontrolirana stanja – NC (eng. Non-Control state). Najčešće ovakvi izlazi prikazuju sustav u mirovanju (eng. Idle state). Ako se promatrani signal ne može klasificirati tada govorimo o nepoznatom stanju  (eng. Unknown state).

## Upravljački signali i aplikacije
Postoje 4 glavna načina upravljanja BCI sustavima bazirana na NC mogućnosti i dostupnosti sustava:
- Self-paced control – BCI sustav je kontinuirano dostupan subjektu kada je sustav uključen ili subjekt budan i podržava NC
- System-paced control – Sustav je periodično dostupan subjektu kada je sustav uključen ili subjekt budan i podržava NC
- Synchronized control – Sustav je periodično dostupan subjektu kada je sustav uključen ili subjekt budan i ne podržava NC
- Constantly-engaged control – Sustav je kontinuirano dostupan subjektu kada je sustav uključen ili subjekt budan i ne podržava NC

Postoji velika razlika kod BCI sustava u sinkroniziranom i system-paced upravljanju. Dok kod sinkroniziranog upravljanja sustav pokazuje subjektu da se pripremi jer slijedi upravljanje, kod system-paced upravljanja sustav samo navješćuje vrijeme mogućnosti upravljanja. 
Kontrolno sučelje je jedan dio aplikacije koji se nastavlja na eksperimentalni protokol. Ono proširuje upravljanje aplikacijom, npr. to može biti virtualna tipkovnica po kojom krećemo kursorom kojim direktno upravljamo. Klikom ili prelaskom preko ikone komande mi indirektno našim mislima izvršavamo komandu.
Kod određivana performansi BCI-a postoje mjerenja specifična za aplikaciju ili generična mjerenja. Zanimljiva je usporedba brzine prijenosa informacije kod klasične i BCI tipkovnice. Trenutačne performanse BCI tipkovnice su 10 do 100 puta lošije od klasične.
Važan dio BCI-a je povratna veza. Ona daje informaciju što je točno pretvornik prepoznao. Efekt povratne veze motivira subjekta i povećava točnost prepoznavanja. U većini slučajeva je vizualna, razlog tome je što subjekt uglavnom vježba upravljanje pred računalnom aplikacijom. Povratna veza može biti diskretna ili kontinuirana. Kod diskretne subjekt dobiva informaciju o onim mentalnim zadacima koje je pretvornik prepoznao, dok kod kontinurane veze subjekt dobiva informaciju o istom, ali i kako je taj mentalni zadatak prepoznat. Veza može biti trenutna ili zakašnjela.
Iako su BCI performanse trenutačno vrlo slabe. Postoje razvijene aplikacije za ovakvo sučelje. Prvenstveno su razvijene za fizički onesposobljene ljude (paralizirane, amputiranih ekstremiteta itd...), ali također se razvijaju kao 2D i 3D računalna virtualna okruženja za npr. zabavu.

## Budućnost
Postoji također BCI u kojem računalo šalje informacije (vidne, slušne, osjetilne) pojedinim dijelovima mozga. Pravo dostignuće u BCI-u bi bila dvostrana veza. Jedan takav primjer je umjetna robotizirana ljudska ruka ili noga.
Znanstvenici pretpostavljaju da za razvoj ovakvog sučelja i aplikacije je potrebno još 10 do 20 godina. Takva proteza je potpuno ugradivi sustav koji snima moždanu aktivnost bežično, obrađuje je, klasificira i izvršava, a isto tako sastoji se od povratne bežične veze koja stvara osjećaj pravog ekstremiteta.